# فيغو جنسن
فيغو جنسن (بالدنماركية: Viggo Jensen)‏ (15 سبتمبر 1947 في الدنمارك - ) هو مدرب كرة قدم ولاعب كرة قدم دانمركي في مركز الوسط. شارك مع منتخب الدنمارك تحت 21 سنة لكرة القدم ومنتخب الدنمارك لكرة القدم. أما مع النوادي، فقد لعب مع بايرن ميونخ وغرويتر فورت ونادي أودنسه ونادي إيسبيرغ وبولدكلوبن 1909 ‏ ونادي فيون ‏.

## وصلات خارجية
- فيغو جنسن على موقع قاعدة بيانات كرة القدم.إي يو (الإنجليزية)
- فيغو جنسن على موقع بيانات كرة القدم. دي إي (الألمانية)
- فيغو جنسن على موقع ناشيونال فوتبول تيمز (الإنجليزية)
- فيغو جنسن على موقع عالم كرة القدم.نت (الإنجليزية)